# Мисаил Рјазински
Архиепископ Мисаил (I четвртина  17. века, село Грузино - 9. април [19. април] 1655, село Агломазово) - епископ Руске православне цркве, архиепископ Рјазански и Муромски.
Канонизован је 12. јануара 1987. године као свети мученик међу локално поштованим светитељима Рјазањским. Прославља се 9/22. априла, у Сабору Рјазанских, Липецких и Тамбовских светитеља.

## Биографија
Рођен у првој четвртини 17. века у селу Грузино Новгородске епархије.
Започео је свој монашки живот у Новгородском Деревјанитском манастиру Васкрсења. Одликовао се побожним животом. Привукао је пажњу свештенства и братије и рукоположен је у јеромонаха.
Био је ризничар митрополита новгородског Никона (Минова) (каснијег патријарха), који је цару Алексеју Михајловичу истакао Мисаила као достојног наследника покојног архиепископа Рјазанског Мојсија.
13. априла 1651. године посвећен је за епископа Рјазанског и уздигнут у чин архиепископа.
Преузевши управу над Рјазанском епархијом, архипастир је нашао недостатке у манастирима и међу белим свештенством.
Ревнујући у славу Божију, свети Мисаил, на самом почетку своје архипастирске службе, послао је пастви писмо у којем им је дао очинске опомене. Дао је упутства игуманима манастира да се стриктно придржавају манастирских прописа. Његова обраћања пастви и свештенству одликовала су се једноставношћу, искреношћу и сведочила о њему као о умном и високо моралном архипастиру.
Архиепископ Мисаил је од прве године свог архипастирства показао изузетну неуморну активност. Очински је залазио у приватни живот њему потчињеног свештенства и често их је позивао да га посећују на празнике.
Енергично се борио углавном против распрострањеног народног пијанства: бунио се против гостионичара и њихових инспектора, који су народ систематски опијали, протеривали из епархије.
Борио се против верске равнодушности, која се манифестовала у крајњој и широко распрострањеној хладноћи према Цркви.
Сви свештеници који су довели удовице до искушења били су насилно пострижени у монаштво и послани у манастире.
Светитељ је волео да врши богослужења, и увек их је вршио свечано и величанствено. Строг монах у приватном животу, уздржан у свему, облачио се у свечане одежде за време богослужења.
Главна заслуга Светог Мисаила Цркви је што је преузео на себе мисију христијанизације староседелаца Рјазанске области. У првим годинама свог свештенства он је овај задатак поверио монаху Артемију, пошто је и сам био заузет сређивањем епархијских послова, затим га је патријарх Никон позвао у Москву на Сабор по питању исправљања црквених књига.
1654. тражио је од патријарха благослов да проповеда међу Мордовцима. Примивши патријаршијска и краљевска писма, архиепископ и неколико свештеника су отишли у мордовска села. Селио се из једног села у друго проповедајући веру православну. Мисаилово проповедање је било успешно. Крштено је више од три стотине незнабожаца.
Затим је направио друго путовање и провео више од годину дана у мисионарском раду, крстивши 4 200 Мордоваца.
У фебруару 1655. архиепископ Мисаил је поново отишао да проповеда у округ Шацки. П. И. Мелников - Печерски је писао да је „прелазећи са места на место, Мисаил... крстио Мордовце, приморавајући их да посеку своје свете гајеве и пале шатре од брвана на њиховим гробљима“. Ови поступци изазвали су негодовање локалног становништва, које је често одбијало да се крсти. Мисаил је добио два царска писма из Москве, у којима му је наређено да покрсти Мордовце и Татаре и узме у помоћ службене људе, „колико је људи подобних“.
Последње путовање завршило се трагично за Мисаила. У априлу 1655. године, враћајући се у Рјазањ, ушао је у село Јамбирно и почео да чита краљевски указ. Около се окупила непријатељска гомила Мордоваца; дошло је до борбе, а једна од мордовских стрела пробола је архиепископову леву руку и прса. Испоставило се да је рана смртоносна. Довезен је у село Агломазово, где је 9 (19) априла преминуо од задобијених рана.
Према другој верзији, то се догодило у близини села Схатски Конобеев. У хроници је сачувано име убице рјазанског владара. Био је то Мордвин: Гаречишка, „који је по сатанском надахнућу устрелио највернијег слугу Божијег.“
По жељи светитеља, сахрањен је у близини Чернејевског Николајевског манастира, код цркве Светог Мине, у шуми. Следеће године, вољом патријарха и цара, његово тело је пренето у Рјазанску Архангелску катедралу.